# Bonellia montana
Bonellia montana (B.Ståhl) B.Ståhl & Källersjö – gatunek roślin z rodziny pierwiosnkowatych (Primulaceae). Występuje naturalnie w Nikaragui. 

## Morfologia
PokrójZimozielone drzewo lub krzew. Dorasta do 5 m wysokości.
LiścieBlaszka liściowa jest skórzasta i ma kształt od eliptycznego lub owalnego do odwrotnie jajowatego. Mierzy 2–5,5 cm długości oraz 1–2 cm szerokości, jest całobrzega, ma zbiegającą po ogonku nasadę i ostry wierzchołek. Ogonek liściowy jest nagi i ma 1–2 mm długości.
KwiatyZebrane w gronach wyrastających niemal na szczytach pędów.
OwoceJagody mierzące 3 cm średnicy, o niemal kulistym kształcie i brązowoczerwonawej barwie.

## Biologia i ekologia
Rośnie w lasach, na wysokości od 1000 do 1400 m n.p.m.